# محمد الجابلي
محمد الجابلّي (مواليد 19 أكتوبر 1956 في ولاية صفاقس، تونس) هو كاتب تونسي، وهو عضو نادي القصة بتونس.

## دراسته
درس المرحلتين الابتدائية والثانوية بتونس، والتحق بكلية الآداب بجامعة الموصل في العراق. حصل على الأستاذية في اللغة والآداب العربية من كلية الآداب عام 1987، ثم حصل على شهادة الكفاءة في البحث.

## مؤلفاته
- «الحنين البدائي: مدخل في تعقد الذات والحضارة»، 1990[3]
- «العقل والذاكرة»، 1993[4]
- «نظام الرواية الذهنية: قراءة نقدية في رواية الشحاذ لنجيب محفوظ»، 1995[5]
- «شهادة الغائب»، 1996[6]
- «مرافئ الجليد» (رواية)، 2000[7]
- «أبناء السحاب» (رواية)، 2010[8]
- «من آفاق القص: قراءات في نماذج من القصة التونسية»، 2011[9]
- «المقدس وغربة الإنسان»، 2012[10]

## جوائز
- جائزة كومار للرواية، عن رواية «مرافئ الجليد»[1]